# ふれていたい
「ふれていたい」は、GRAPEVINEの8枚目のシングルである。2000年11月1日発売。

## 解説
- アルバム『Here』から約8ヶ月振りのリリース。
- 本作には初回限定盤が存在する。初回盤には「コーヒー付」のLive音源が収録されている8cmCDが付いてくる。

## 収録曲
1. ふれていたい (作詞:田中和将/作曲:亀井亨)
2. その日、三十度以上 (作詞/作曲:田中和将)
3. HEAD (作詞/作曲:田中和将)

## 初回盤8cmCD
1. コーヒー付 (Live ver.) (作詞:田中和将/作曲:西原誠)